# Abenteuer am Regenbogenteich
Abenteuer am Regenbogenteich (jap. けろっこデメタン, Kerokko Demetan, dt. etwa: „Froschkind Demetan“ von kerokero für „quak-quak“) ist eine Anime-Fernsehserie des Studios Tatsunoko Production von 1973.

## Handlung
Der junge Frosch Jonathan Springlich lebt mit seinen Eltern Theo und Lili Springlich am Regenbogenteich, dessen Ufer noch nie ein Mensch betreten hat. Er hat sich in die Tochter des Bürgermeisters, Hildegard, verliebt. Diese begleitet ihn durch die Probleme, die ihm die Schule und andere Bewohner des Teiches bereiten. Dabei lernen die beiden viel über Liebe, Hass und Neid.

## Veröffentlichung
Die Anime-Serie wurde 1973 vom Studio Tatsunoko Production in Japan produziert. Regie führte Hiroshi Sasagawa. Die Ausstrahlung erfolgte auf dem Sender Fuji TV vom 2. Januar bis zum 25. September 1973.
Die Fernsehserie wurde in über fünf Sprachen übersetzt, darunter Englisch, Französisch, Arabisch und Spanisch. Die deutsche Erstausstrahlung fand von November 1997 bis Juli 1998 auf dem Sender Super RTL  in abweichender Reihenfolge statt.
Unter dem Titel Die kleinen Helden vom Regenbogenteich entstand ein Zusammenschnitt der Serie. Dieser wurde 2000 in Deutschland auf VHS veröffentlicht und auf den deutschsprachigen Fernsehsendern RTL II, KiKA, 3sat und ZDF ausgestrahlt. Der erste Zusammenschnitt heißt Jonathan, der tapfere Frosch und lief auf VOX, 3sat, KiKa und ZDF.
1986 veröffentlichte Japan Home Video die ersten vier Folgen mit anderer Synchronisation auf VHS unter dem Titel Demetan der Froschjunge.

### Synchronisation
| Rolle dt./jp.                 | Seiyū (Synchronsprecher) |
| ----------------------------- | ------------------------ |
| Jonathan Springlich / Demetan | Yuko Hisamatsu           |
| Hildegard / Ranatan           | Mari Okamoto             |
| Erzähler                      | Haruko Kitahama          |

### Musik
Der Vorspann der japanische Fassung wurde unterlegt mit dem Lied Kerokko Demetan. Als Abspanntitel verwendete man Makeru na Demetan. Beide Lieder stammen von Mitsuko Horie.